# Tour of Norway
Die Tour of Norway (dt. Norwegen-Rundfahrt) ist die norwegische Landesrundfahrt im Straßenradsport der Männer.

## Geschichte
In den 1980er und 1990er Jahren gab es schon mehrfach Austragungen einer Norwegen-Rundfahrt, zuletzt für Frauen im Jahre 1990 und für Männer im Jahre 1992. Unter den damaligen Siegern der Männer befinden sich Francesco Moser, Olaf Ludwig und Henk Lubberding. Bei den Frauen gewann unter anderem Maria Canins. Bereits in den 1950er und 1960er Jahren wurde die Norwegen-Rundfahrt für Amateure veranstaltet. Das Rennen hatte damals drei bis vier Etappen.
Das Radrennen wurde nach 1992 für Männer erstmals 2011 über fünf Teilstücke ausgetragen und in der niedrigsten Kategorie 2.2 der UCI Europe Tour eingestuft. Es löste als Etappenrennen damit den Ringerike Grand Prix ab, der zu einem Eintagesrennen verkürzt wurde. In den folgenden Jahren wurde das Rennen sportlich mehrfach aufgewertet: 2012 erhielt die Rundfahrt die UCI-Kategorie 2.1 und ab dem Jahr 2014 die hors categorie.
Vor der Austragung des Jahres 2019 wurde das Rennen durch die Organisation Tour de Fjords AS übernommen, die das Männeretappenrennen Tour des Fjords sowie Hammer Stavanger veranstaltete. Die Tour des Fjords wurde mit der Norwegen-Rundfahrt zusammengelegt uns bildete zusammen mit Hammer Stavanger ein neuntägiges Radsportereignis.
Die Austragung des Männerrennens wurde 2020 zunächst aufgrund finanzieller Probleme abgesagt. Nachdem Hammer Stavanger jedoch ebenfalls abgesagt wurde, wurden finanzielle Mittel frei mit deren Hilfe die Tour of Norway doch hätte ausgetragen werden können. Das Rennen fand dann jedoch aufgrund der COVID-19-Pandemie nicht statt.
Seit 2025 gibt es mit der Tour of Norway Women auch ein Etappenrennen für Frauen im Rahmen der Tour of Norway. Trotz des ähnlichen Namens steht dieses Rennen nicht in Beziehung zur bis 2022 existierenden Ladies Tour of Norway, welche einen anderen Veranstalter hatte.

## Palmarès (Männer)
| 1989–1992 - 1992 Dag Otto Lauritzen - 1991 Dag Erik Pedersen - 1990 Olaf Ludwig - 1989 Dag Erik Pedersen | 1983–1985 - 1985 Henk Lubberding - 1984 Dag Erik Pedersen - 1983 Francesco Moser | vor 1983 1960 Matti Herronen |

ab 2011
| Jahr | Sieger               | Zweiter              | Dritter               |          |
| ---- | -------------------- | -------------------- | --------------------- | -------- |
| 2011 | Wilco Kelderman      | Daniel Foder         | Vegard Robinson Bugge |          |
| 2012 | Edvald Boasson Hagen | Simon Clarke         | Lars Petter Nordhaug  |          |
| 2013 | Edvald Boasson Hagen | Sérgio Paulinho      | Sondre Holst Enger    |          |
| 2014 | Maciej Paterski      | Marc de Maar         | Bauke Mollema         |          |
| 2015 | Jesper Hansen        | Edvald Boasson Hagen | David López García    |          |
| 2016 | Pieter Weening       | Edvald Boasson Hagen | Sondre Holst Enger    |          |
| 2017 | Edvald Boasson Hagen | Simon Gerrans        | Pieter Weening        |          |
| 2018 | Eduard Prades        | Alexander Kamp       | Edvald Boasson Hagen  |          |
| 2019 | Alexander Kristoff   | Kristoffer Halvorsen | Edvald Boasson Hagen  |          |
| 2020 | abgesagt             | abgesagt             | abgesagt              | abgesagt |
| 2021 | Ethan Hayter         | Ide Schelling        | Mike Teunissen        |          |
| 2022 | Remco Evenepoel      | Jay Vine             | Lucas Plapp           |          |
| 2023 | Ben Tulett           | Magnus Sheffield     | Thibau Nys            |          |
| 2024 | Axel Laurance        | Bart Lemmen          | Ådne Holter           |          |
| 2025 | Matthew Brennan      | Victor Langellotti   | Jan Christen          |          |

## Palmarès (Frauen)
| Jahr | Sieger                | Zweiter          | Dritter        |
| ---- | --------------------- | ---------------- | -------------- |
| 2025 | Mie Bjørndal Ottestad | Justine Ghekiere | Lauren Dickson |